# Microrégion de Pedra Azul
 (février 2025).
Si vous disposez d'ouvrages ou d'articles de référence ou si vous connaissez des sites web de qualité traitant du thème abordé ici, merci de compléter l'article en donnant les références utiles à sa vérifiabilité et en les liant à la section « Notes et références ».
La microrégion de Pedra Azul est l'une des cinq microrégions qui subdivisent la mésorégion du Jequitinhonha, dans l'État du Minas Gerais au Brésil.
Elle comporte 5 municipalités qui regroupaient 86 759 habitants en 2006 pour une superficie totale de 5 069 km2.

## Municipalités[1]
- Cachoeira de Pajeú
- Comercinho
- Itaobim
- Medina
- Pedra Azul